# ヤロスラヴィチ・ヤロスラヴリ
ヤロスラヴィチ・ヤロスラヴリ（ロシア語: Ярославич Ярославль）は、ロシア・ヤロスラヴリを本拠地とする男子バレーボールクラブ。

## 歴史
1988年創設。2007年までネフチャニク・ヤロスラヴリの名称で活動し、現在の名称になった。スーパーリーグでの最高成績は2000年と2001年の4位で、2001年CEVカップに出場した。

## 主な成績
ロシアリーグ
- 優勝：なし

 ロシアカップ
- 優勝：なし

## 歴代所属選手
- アレクセイ・オスタペンコ
- セルゲイ・グランキン
- ユーリー・ベレジュコ
- マキシム・ミハイロフ
- ワジム・ハムツキフ
- スティーブ・ブリンクマン
- ボヤン・ヤニッチ